# Sistemul Informatic Schengen
Sistemul Informatic Schengen (SIS) este o bază de date electronică de interes polițienesc care permite autorităților competente din statele membre să coopereze în vederea menținerii ordinii publice și securității naționale pe teritoriul statelor membre, folosind informații comunicate prin intermediul acestui sistem.
România este conectată la Sistemul de Informații Schengen din octombrie 2010, iar din aprilie 2013, la cea de a doua generație (SIS II).